# Micromya mana
Micromya mana är en tvåvingeart som beskrevs av Pritchard 1947. Micromya mana ingår i släktet Micromya och familjen gallmyggor.
Artens utbredningsområde är Minnesota. Inga underarter finns listade i Catalogue of Life.